# キース・ロバーツ
キース・ロバーツ（Keith Roberts、1935年9月20日 − 2000年10月5日）は、イギリスのSF作家、イラストレーター。

## 生涯
1935年生まれ。長年、広告業界に携わった後1964年、ファンタジー短編『アニタ』で作家デビュー。1966年に長編第1作『The Furies』を発表。1968年に長編第2作で、代表作となる歴史改変SF『パヴァーヌ』を発表。SF雑誌の編集も手がけその間に幾つもの短編を発表した。1980年に長編第3作『モリー・ゼロ』を発表した。1987年『Grainne』で英国SF協会賞長編部門を受賞した。
1990年代に入ると病気がちになり、一時は絶筆宣言が伝えられた。1997年には自伝的長編『Lemady』を出版。2000年には短編連作『Kaeti』シリーズを「スペクトラム」誌で再開したが、同年、肺炎で死去した。
代表作『パヴァーヌ』の日本語版は1987年3月にサンリオSF文庫より出版されたが、その2ヶ月後に文庫レーベル自体が廃刊。長年に渡り、入手困難な稀少本となった。2000年に扶桑社からソフトカバーで新装版が出版され、2012年には筑摩書房から文庫版が出版された。

## 主な著作

### 小説
- The Furies (1966) - 長編
- Pavane (1968) 　邦訳『パヴァーヌ』越智道雄訳、筑摩書房〈ちくま文庫〉、2012年。
- Anita (1970) - 連作短編集
- The Inner Wheel (1970) - 連作短編集
- The Boat of Fate (1971) - 長編歴史小説
- Machines and Men (1973) - 短編集
- The Chalk Giants (1974) - 連作短編集
- The Grain Kings (1976) - 短編集
- The Passing of the Dragons (1977) - 短編集
- Ladies from Hell (1979) - 短編集
- Molly Zero (1980) - 長編
- Kiteworld (1985) - 連作短編集
- Kaeti & Company (1986) - 連作短編集。「ケイティ」シリーズ
- The Lordly Ones (1986) - 短編集
- Gráinne (1987) - 長編。英国SF協会賞
- The Road to Paradise (1989) - 長編
- Winterwood and Other Hauntings (1989) - ホラー短編集
- Kaeti on Tour (1992) - 連作短編集。「ケイティ」シリーズ
- Lemady: Episodes of a Writer's Life (1997) - 自伝的小説

### その他
- A Heron Caught in Weeds (1987) - 詩集
- The Natural History of the P.H. (1988) - ノンフィクション
- Irish Encounters: A Short Travel (1989) - アイルランド旅行記